# 圣让德西克斯特
圣让德西克斯特（法語：Saint-Jean-de-Sixt，發音：[sɛ̃ ʒɑ̃ də sikst]），法国东部市镇，位于奥弗涅-罗讷-阿尔卑斯大区上萨瓦省，隶属于阿讷西区，其市镇面积为12.21平方公里，2022年1月1日时人口数量为1,500人，在法国市镇中排名第7,052位（2022年）。
圣让德西克斯特位于上萨瓦省南部，阿拉维山脉和博尔讷群峰之间，三个方向的公路在此交汇。

## 地名来源
根据当地历史学家弗朗索瓦·波沙·巴龙先生的论述（François POCHAT-BARON），“Sixt”一名转写自“Scis”，后者出自拉丁语“scindere”，意为“石头切割”，这与当地历史上的磨坊石头加工活动有关。在十九世纪以前，当地官方名称拼写曾为“Saint Jean de Six”。
此外因翻译标准不同，“Saint-Jean-de-Sixt”在部分中文资料中又被译为圣让-德锡克斯。

## 历史

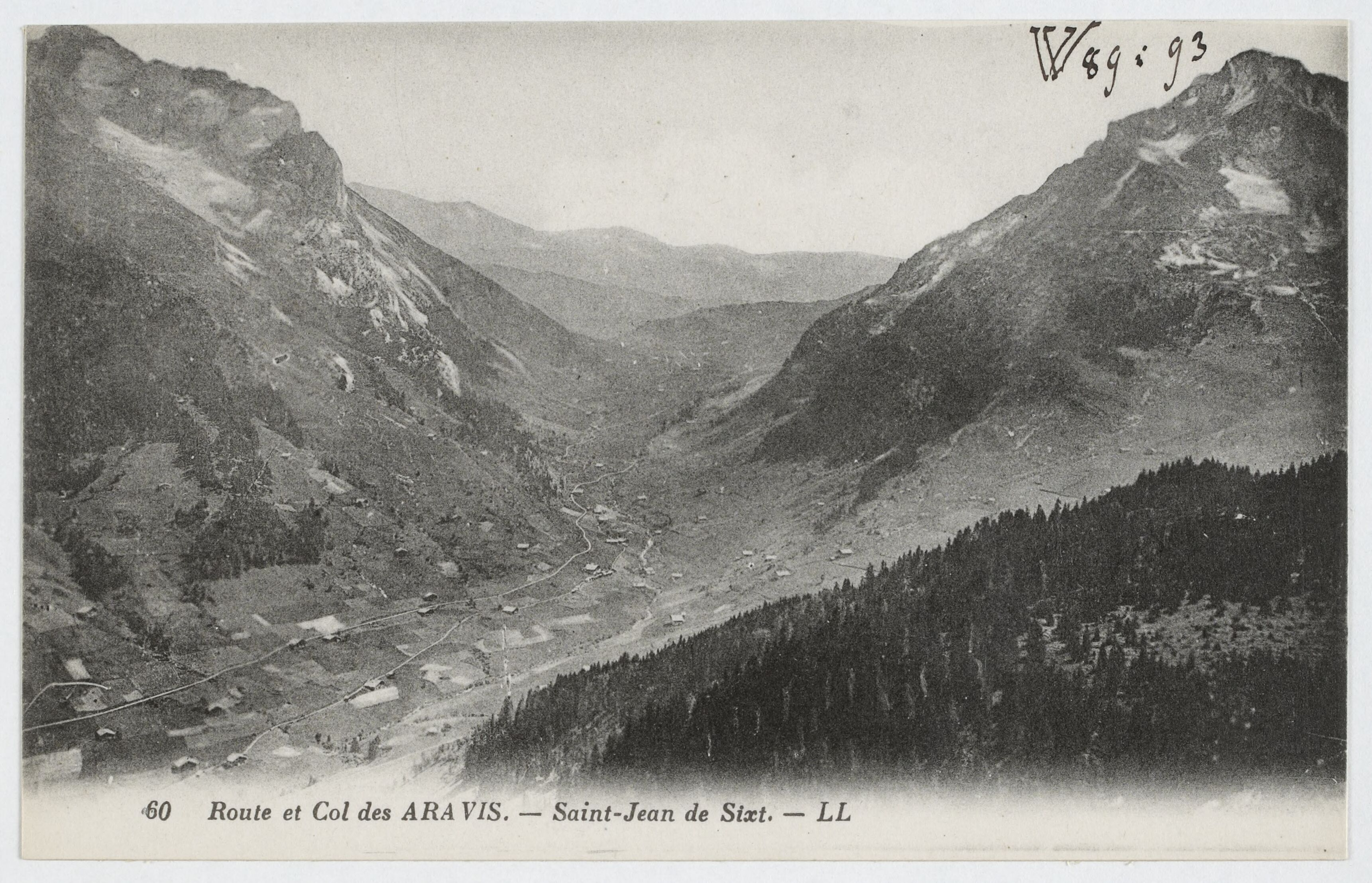
远眺圣让德西克斯特（1928年）

圣让德西克斯特的早期历史尚不清楚，该地历史上长期为萨瓦地区的一处普通农业聚落。法国大革命后，圣让德西克斯特成为勃朗峰省的一个市镇。1815年因拿破仑战败，圣让德西克斯特及其所处的萨瓦地区被划入薩丁尼亞王國。1860年7月，根据《都灵条约》，圣让德西克斯特重归法国，并被划入新成立的上萨瓦省。1868年，圣让德西克斯特政府决定将镇中心迁至河谷地带，新的教堂及市政学校分别于1871年和1872年建成。自二十世纪中后期以来，得益于旅游业的发展，圣让德西克斯特的人口数量有所增加，当地镇中心改造工程于2016年启动，2022年基本完成。

## 地理

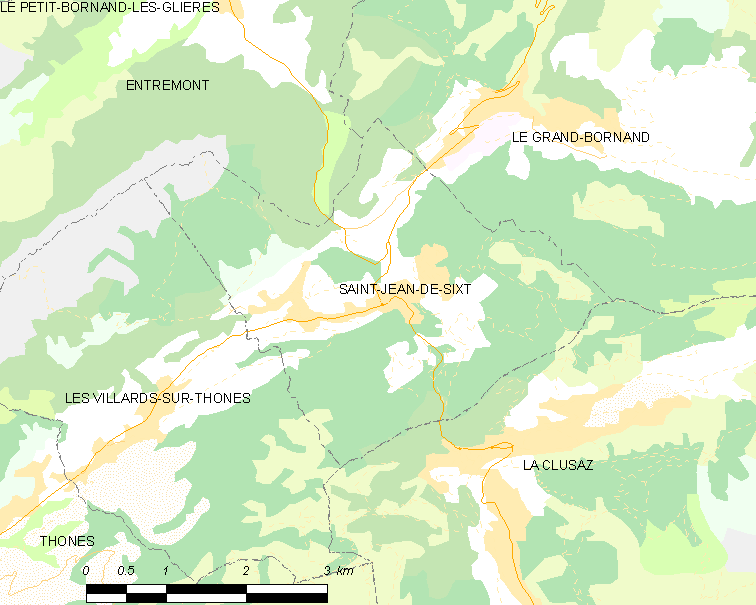
圣让德西克斯特市镇范围地图

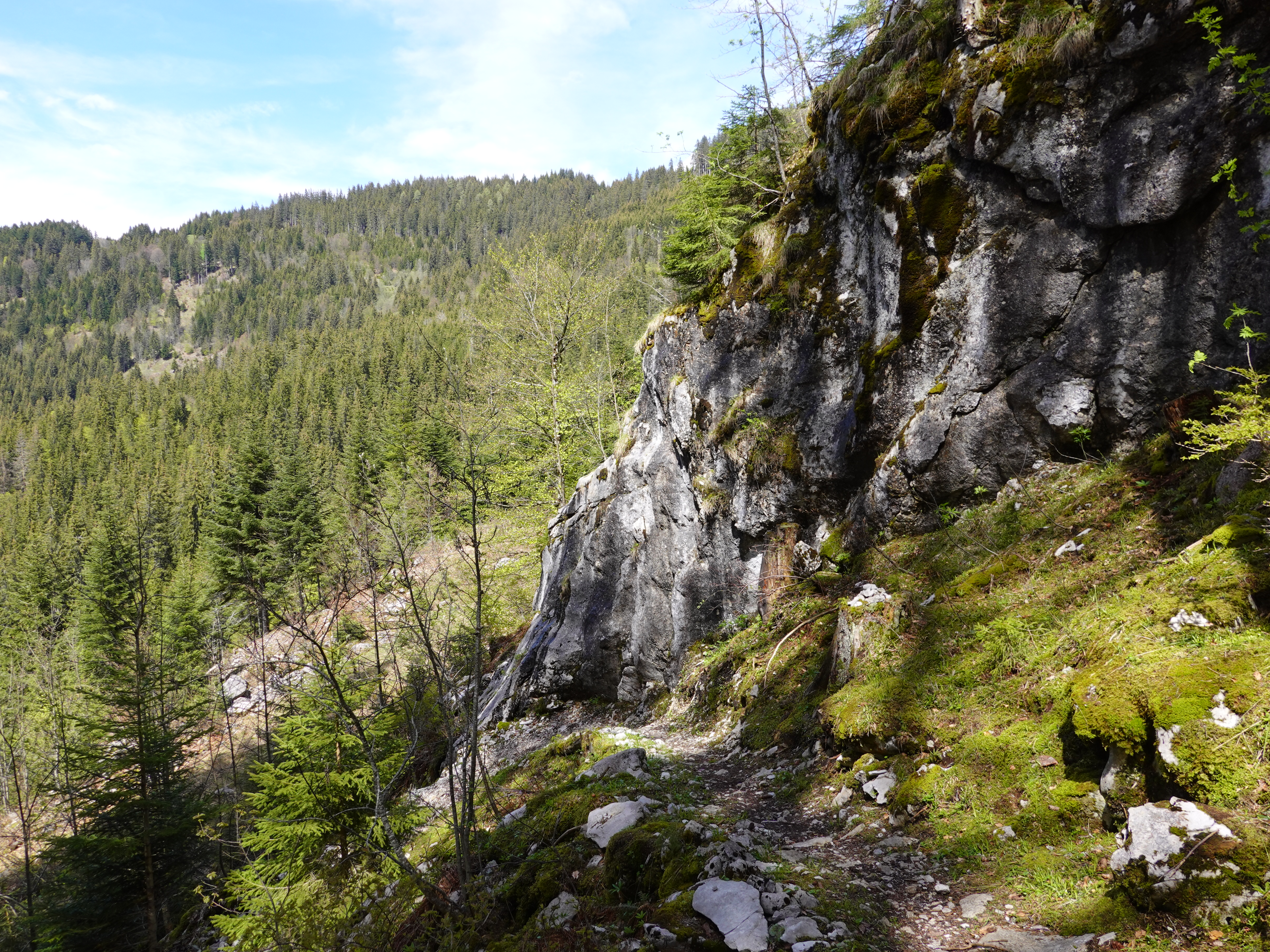
圣让德西克斯特境内的一处山地

圣让德西克斯特位于法国东部，奥弗涅-罗讷-阿尔卑斯大区东部和上萨瓦省南部，距离省会阿讷西大约29公里。与圣让德西克斯特接壤的市镇包括：Glières-Val-de-Borne、大博尔南、拉克吕萨和莱维拉尔叙托讷。

### 地形
圣让德西克斯特位于法国阿尔卑斯山腹地，阿拉维山脉和博尔讷群峰之间的河谷地带，境内以山地为主，市镇中心位于一处台地地带，四周被山峦环绕，全境海拔在828到1,860米之间，最高点位于市镇西北端的拉沙山。

### 水文
农河自东南向西流经市镇中心南侧，博尔讷河自东北转北流经市镇北部。

### 植被
圣让德西克斯特属于温带阔叶混交林区，部分高海拔地区有针叶林分布，林地广泛分布于河流附近及坡地地带，其中市镇南部为莱特拉韦尔西耶树林（Bois des Traversiers），北端为勒勒普兰树林（Bois du Replein）。
在鲜花城市的评比中，圣让德西克斯特暂未被评级。

### 自然灾害
圣让德西克斯特的地震危险度等级为4级，属于高危险；氡辐射等级为1级，属于低危险。1982至2025年7月间，圣让德西克斯特境内共发生10次有记录的自然灾害，其中5次洪涝，2次地震。

### 气候
圣让德西克斯特在柯本气候分类法中属于带有温带海洋性气候（Cfb）特征的山地气候。

## 行政区划
圣让德西克斯特的市镇编号为74239，邮政编号为74450。
在行政管理方面，圣让德西克斯特隶属于法国奥弗涅-罗讷-阿尔卑斯大区上萨瓦省阿讷西区；在地方选举方面，圣让德西克斯特隶属于法韦日-塞特内县，其市镇范围全境被划入上萨瓦省第二选区；在社会管理方面，圣让德西克斯特是托讷河谷群市镇公共社区的组成部分。
截至2025年7月，圣让德西克斯特市镇范围内暂无任何安全优先街区及城市政策优先街区。
法国国家统计与经济研究所（简称“INSEE”）在进行数据统计时，将圣让德西克斯特及相邻的另外3个市镇设为托讷城市核心区（Unité urbaine de Thônes），未将圣让德西克斯特划入任何城市辐射区（Aire d'attraction）。此外，INSEE还将圣让德西克斯特市镇整体看作一个“块区”（IRIS），以便于统计人口分布情况。

## 交通

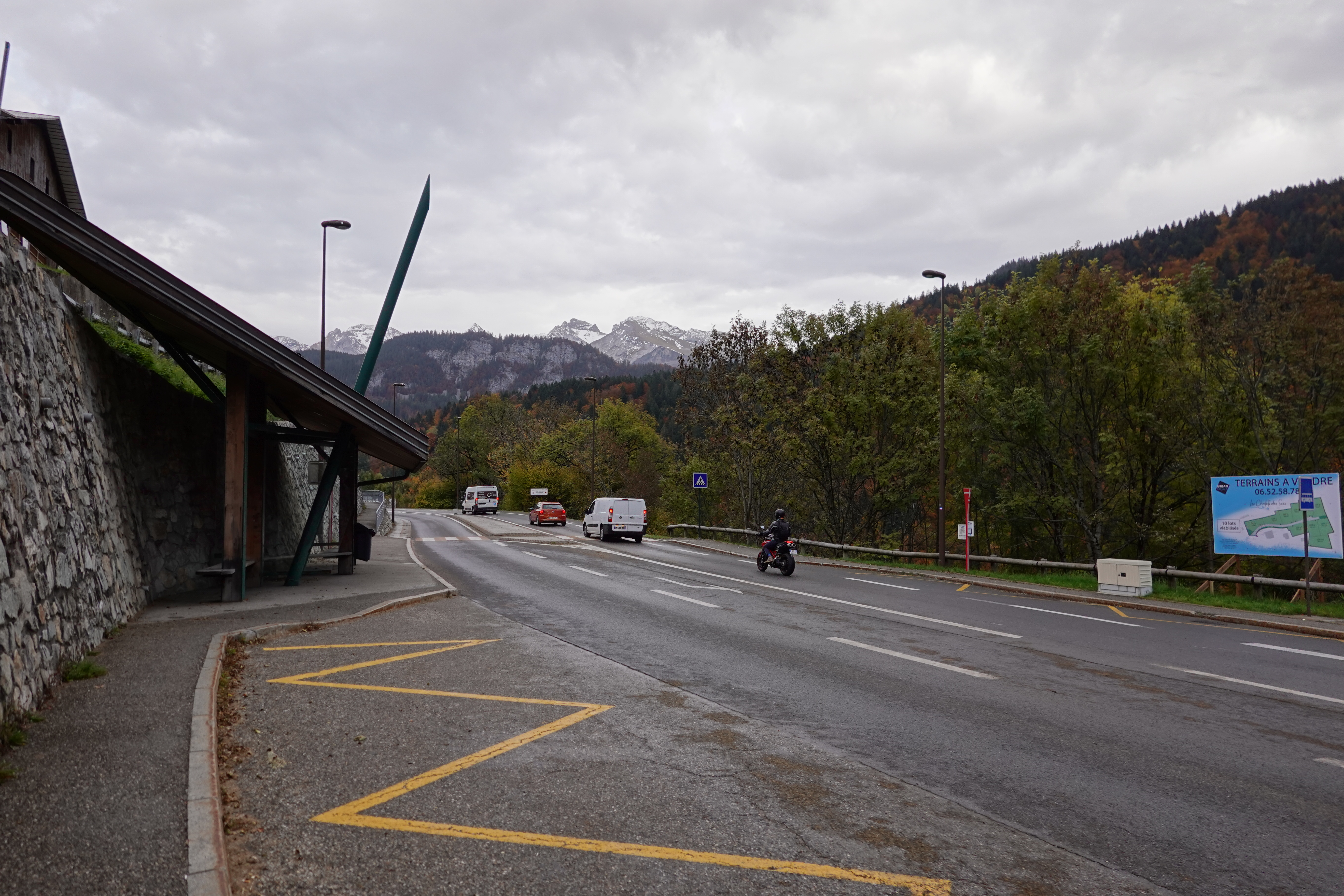
圣让德西克斯特境内的一处巴士停靠点

### 公路
上萨瓦省省道D4线、D12线和D909线在圣让德西克斯特境内交汇。奥弗涅-罗讷-阿尔卑斯城际巴士（商业名称为“Cars Région”）下属的Y62线、Y63线和阿拉维季节性巴士停靠圣让德西克斯特，可直通阿讷西、拉克吕萨以及大博尔南等地。
2022年，41.8%的圣让德西克斯特家庭拥有至少一辆私人汽车。2022年，圣让德西克斯特境内共发生各类交通事故1起，造成1人遇难。
| 17 | 29 |

| 阿讷西 | 29 |

| 博訥維爾 | 22 |

| 弗吕梅 | 22 |

### 铁路
圣让德西克斯特距离阿讷西站的公路里程大约30公里，该站停靠前往巴黎的高速列车，以及前往尚贝里、瓦朗斯、圣热尔韦莱班及里昂方向的区域列车，以及莱芒特快2号线。

### 航空
圣让德西克斯特距离日内瓦机场的高速公路里程（经A41）大约67公里。

### 城市公共交通
截至2025年7月，圣让德西克斯特暂无城市公共交通系统。

## 政治
圣让德西克斯特的现任市长为迪迪埃·拉蒂耶先生（Didier LATHUILLE），他的党籍不详，在2020年的市政选举中获得了100%的支持率（无其他候选人）。
在2022年的法国总统大选的第二轮选举中，法国第25任总统埃马纽埃尔·马克龙在圣让德西克斯特获得了63.09%的支持率。

## 人口
2022年，圣让德西克斯特市镇人口数量为1,500，在法国排名第7,052位。其中男性767人，女性719人，75岁及以上人口占6.3%，外籍人口数量为52人，人口密度为123人/平方公里，当地居民被称为（男性）或（女性）。2015至2021年间，圣让德西克斯特的人口增长率为0.6%。2022年，圣让德西克斯特境内出生15人，死亡人口6人。
| 圣让德西克斯特1901年－2022年人口变化情况 |
|                                          |
| 数据来源：Cassini、INSEE                 |

## 经济
INSEE于2020年圣让德西克斯特将划入阿讷西就业区（Zone d'emploi d'Annecy），并又于2022年将其划入托讷生活区（Bassin de vie de Thônes）。截至2023年底，圣让德西克斯特市镇范围内共有活跃企业110家，其中13.6%的员工总数在9人及以下；按照产业分类，当地一、二、三产业占比分别为5.5%、20.0%和74.6%。（建筑装潢工程）、（旅行社）及（电力安装）是当地2023年已公布营业额最高的三个企业，分别为18,345,257欧元、9,632,036欧元和7,388,332欧元。

## 财政与居民收入
2023年，圣让德西克斯特的财政收入总额为3,138,670欧元，财政支出总额为2,292,680欧元，当年的债务总额为2,901,660欧元。2023年，圣让德西克斯特市镇通过增值税获得167,380欧元的收入，此外当地还共获得了375,120欧元的国家直接财政补助。
| 圣让德西克斯特居民收入情况                                                                         | 圣让德西克斯特居民收入情况 | 圣让德西克斯特居民收入情况 | 圣让德西克斯特居民收入情况 |
| 内容                                                                                               | 圣让德西克斯特             | 上萨瓦省                   | 法國                       |
| -------------------------------------------------------------------------------------------------- | -------------------------- | -------------------------- | -------------------------- |
| 居民平均时薪                                                                                       | 不详                       | 16.4欧元（2022年）         | 17欧元（2022年）           |
| 高级职员人均时薪                                                                                   | 不详                       | 27.5欧元（2022年）         | 29.1欧元（2022年）         |
| 中级职员人均时薪                                                                                   | 不详                       | 16.8欧元（2022年）         | 16.6欧元（2022年）         |
| 普通职员人均时薪                                                                                   | 不详                       | 12.5欧元（2022年）         | 12.1欧元（2022年）         |
| 工人人均时薪                                                                                       | 不详                       | 13.5欧元（2022年）         | 12.5欧元（2022年）         |
| 贫困率                                                                                             | 不详                       | 9.5%（2021年）             | 14.5%（2021年）            |
| 青壮年（15至64岁）失业率                                                                           | 4.6%（2022年）             | 8.7%（2021年）             | 10.4%（2021年）            |
| 家庭总数                                                                                           | 717（2023年）              | 1,201（2022年）            | 1,160（2022年）            |
| 征税家庭数量占比                                                                                   | 57.6%（2023年）            | 58%（2022年）              | 44.8%（2022年）            |
| 家庭年均纳税                                                                                       | 4,480欧元（2024年）        | 3,937欧元（2022年）        | 4,481欧元（2022年）        |
| *注：INSEE未公布2,000人口以下市镇的部分经济数据。 资料来源：INSEE、L'Internaute、Le Journal du Net |                            |                            |                            |

## 社会事务

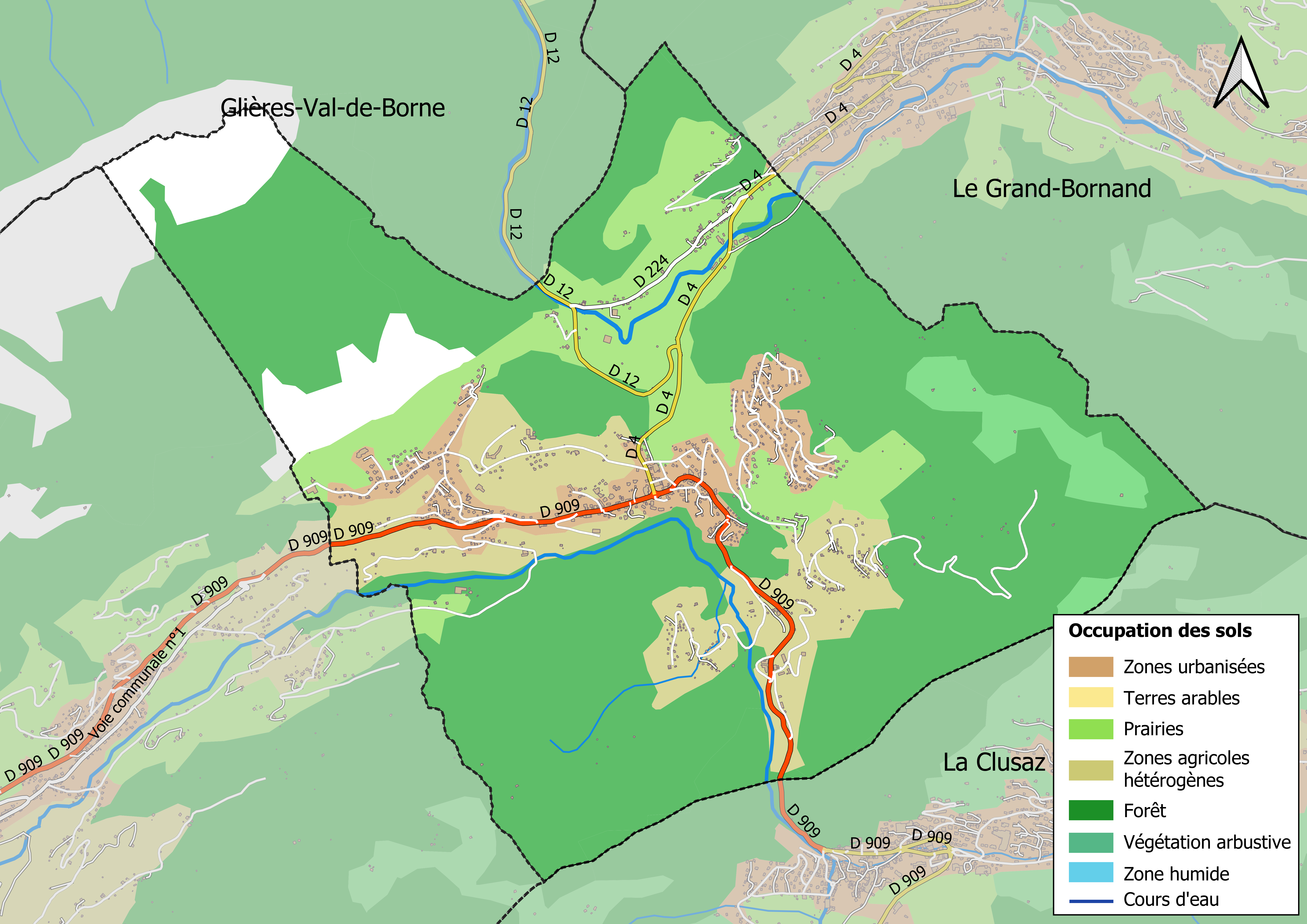
圣让德西克斯特土地利用情况地图

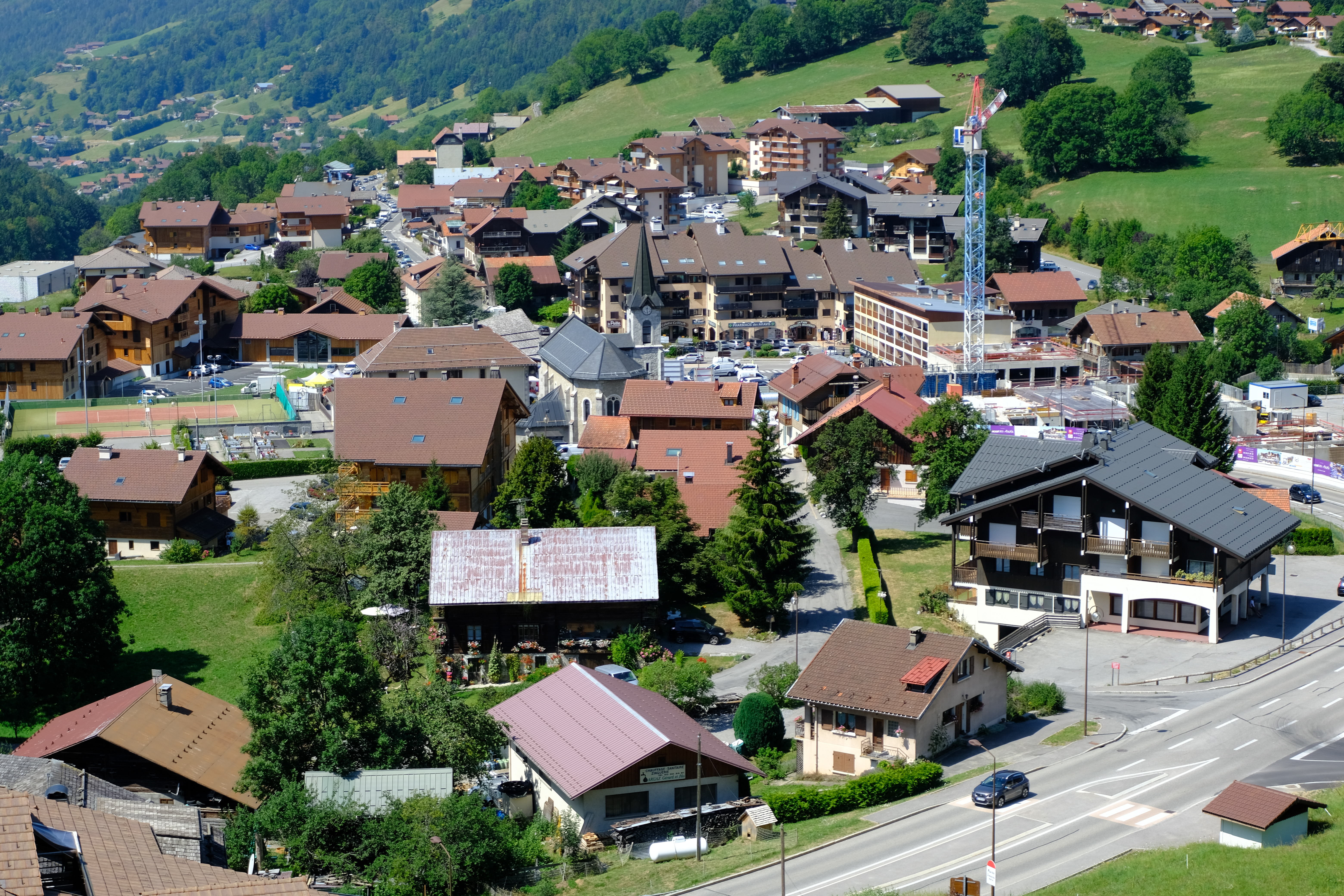
圣让德西克斯特镇中心全景

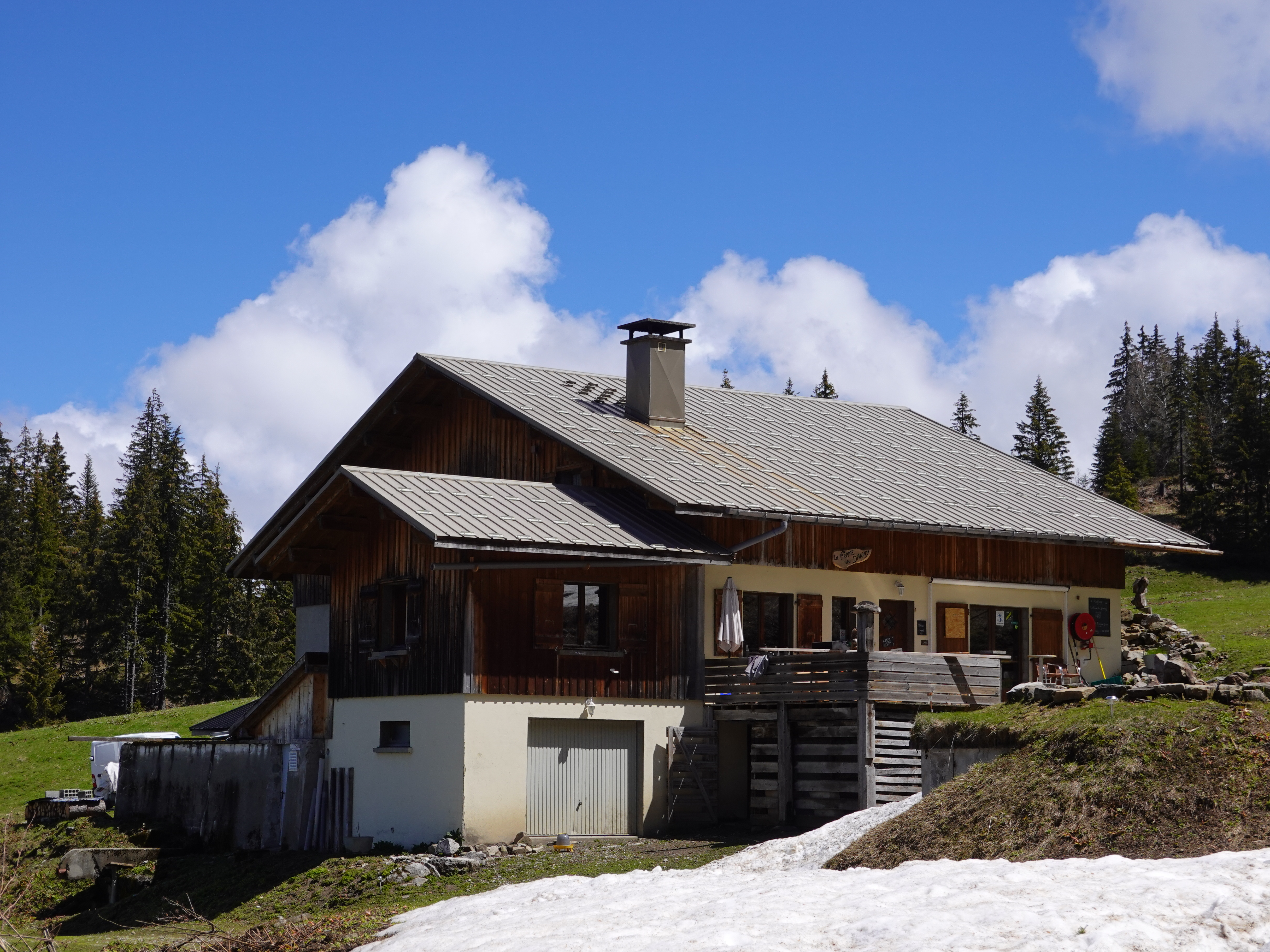
一处传统民居

### 教育
圣让德西克斯特属于格勒诺布尔学区。截至2023年1月1日，圣让德西克斯特境内共有1所小学。

### 医疗
截至2023年1月1日，圣让德西克斯特境内共有全科医生3名、保健师5名、护士2名、药房1家。
距离圣让德西克斯特最近的区域性医疗机构为阿讷西中心医院，其全名为“阿讷西-热讷瓦中心医院”，其主病区阿讷西病区（site d'Annecy）位于埃帕尼-梅泰西，距离圣让德西克斯特市区的正常车程大约31分钟，该院设有床位733个，是上萨瓦省规模最大的公立综合性医院。

### 住房
2022年，圣让德西克斯特境内共有各类住房1,614套，其中39.7%为独立式住宅，60.2%为集中式住宅。常住房屋占圣让德西克斯特市镇范围内居民建筑总量的43.6%。2024年，圣让德西克斯特的居住税率为21.33%，不动产税率为28.96%（其中空置土地的不动产税率为72.68%）。
在住房保障政策方面，2023年，圣让德西克斯特境内共有205户家庭获得了家庭津贴补助，受益人数占总人口数量的13.7%，其中0份为房租补助。

### 商业
2021年，圣让德西克斯特境内共有各类实体商铺78家，其中餐厅8家、大型超市1家、杂货店4家、面包房5家、肉铺1家、书店1家、装饰品店1家、美容美发店4家、汽车维修店3家。圣让德西克斯特镇中心建有一家家乐福便民超市和一家Sport 2000商店。

### 体育
2024年，圣让德西克斯特境内共有1处网球场。
截至2025年7月，圣让德西克斯特境内暂无任何注册足球俱乐部。

### 环境
圣让德西克斯特的环境事务由其所属的托讷河谷群市镇公共社区联合各级政府协调负责。2021年，圣让德西克斯特境内暂无污染企业。

### 治安
2024年，圣让德西克斯特市镇范围内累计记录各类案件39起，其中盗窃类案件12起，人身侵犯类案件9起，毒品交易类案件4起。

## 文化

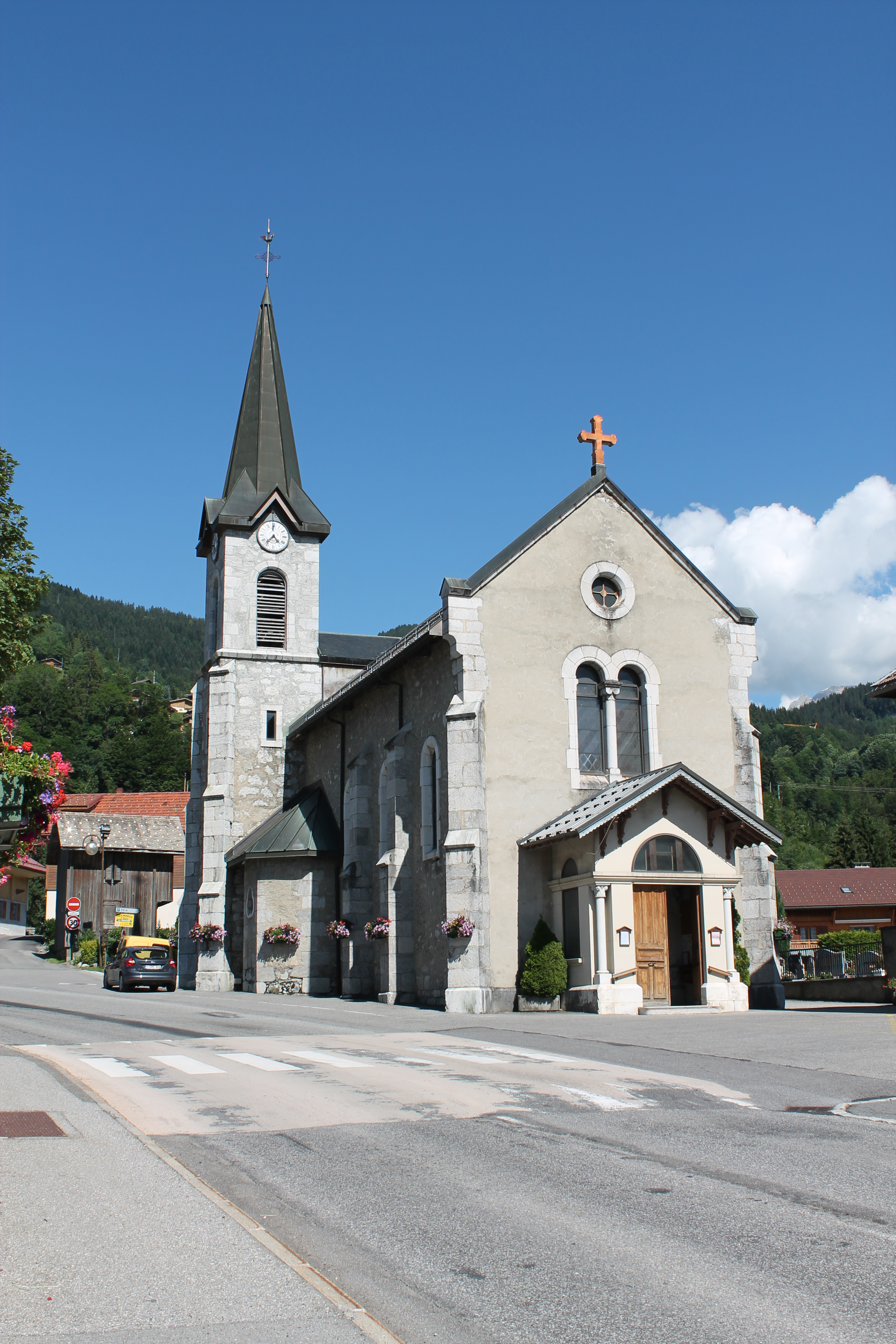
施洗约翰教堂

2024年，圣让德西克斯特境内暂无任何文化设施。圣让德西克斯特境内建有圣让德布基讷图书馆（Bibliothèque Saint Jean Bouquine），每周二、三、五、六向公众开放。

### 建筑
截至2025年7月，圣让德西克斯特境内暂无法国国家文物保护单位。当地镇中心的施洗约翰教堂是一处地标性建筑物。

### 旅游
圣让德西克斯特的旅游事务由其所属的托讷河谷群市镇公共社区联合各级政府协调负责。2024年，圣让德西克斯特境内共有2家酒店共计34间房间；另有1个露营地，可容纳共54辆露营车。

### 媒体
法国主要的媒体均可在圣让德西克斯特接收，法国电视三台下属的奥弗涅-罗讷-阿尔卑斯大区频道在部分时段播出圣让德西克斯特所在上萨瓦省的地方新闻。Ici萨瓦地区、勃朗峰广播、勃朗峰电视台、《信使报》等是当地主要的地方性媒体。

## 友好城市
截至2025年7月，圣让德西克斯特共与一座城市建立了友好城市关系：
- 德国 达赫斯贝格